# Ens (Alti Pirenei)
Ens è un comune francese di 26 abitanti situato nel dipartimento degli Alti Pirenei nella regione dell'Occitania.

## Società

### Evoluzione demografica
Abitanti censiti